# Roman Schmid (Politiker, 1984)
Roman Schmid (* 16. September 1984) ist ein Schweizer Politiker (SVP). Seit 2011 ist er Mitglied des Zürcher Kantonsrats und seit 2022 Stadtpräsident von Opfikon.
Von 2006 bis 2020 war Roman Schmid Gemeinderat von Opfikon, von 2011 bis 2012 Gemeinderatspräsident. Seit 2022 ist er Stadtpräsident von Opfikon. Seit 2011 ist er Mitglied des Zürcher Kantonsrats, 2020/2021 war er Präsident. Seit 2022 ist er Präsident der Gesundheitskommission des Kantonsrats.

## Privates
Roman Schmid ist verheiratet, lebt in Opfikon und hat zwei Kinder.